# Adil Çarçani
Adil Çarçani (nevének ejtése adil t͡ʃaɾt͡ʃani; Fushëbardhë, 1922. május 15. – Tirana, 1997. október 13.) albán politikus, 1981 és 1991 között Albánia miniszterelnöke.
A második világháborúban belépett az Albán Kommunista Pártba. Előbb partizánként, majd a Nemzeti Felszabadítási Hadsereg tisztjeként harcolt a megszálló olaszok és németek ellen. Enver Hoxha feltétlen híveként a világháború után állami és párttisztségeket töltött be. 1950-ben nemzetgyűlési képviselő, 1961-ben a Központi Bizottság tagja lett. 1959–1965 között a minisztertanács főtitkára, miniszterhelyettes és bányaügyi miniszter volt. 1965-től a minisztertanács alelnöki tisztét töltötte be.
1981. december 18-án, a korábbi kormányfő, Mehmet Shehu erőszakos és titokzatos halála után Çarçani került a minisztertanács élére. Az 1991. februári tiranai tüntetések hatására a pártfőtitkár Ramiz Alia február 22-én feloszlatta Çarçani kormányát, és válságkormányt nevezett ki a helyére. 1994-ben sikasztás és hatalommal való visszaélés vádjával per indult Çarçani ellen. Öt év börtönbüntetésre ítélték, de az ítéletet egészségi állapotára tekintettel végül házi őrizetre módosították. Tiranai házi őrizetében halt meg 1997-ben.

## Lásd még
- Albánia történelme